# Shifting.negative
Shifting.negative è il settimo album degli Aborym, pubblicato nel 2017.

## Tracce
1. Unpleasantness – 5:52
2. Precarious – 5:44
3. Decadence in a Nutshell – 3:58
4. 10050 Cielo Drive – 3:19
5. Slipping Through the Cracks – 4:15
6. You Can't Handle the Truth – 3:38
7. For a Better Past – 6:02
8. Tragedies for Sale – 4:32
9. Going Places – 4:29
10. Big H – 5:21

## Formazione

### Gruppo
- Malfeitor Fabban - campionamenti, tastiere, voce
- RG Narchost - chitarra
- Davide Tiso - chitarra
- Dan V - chitarra, basso
- Stefano Angiulli - tastiere